# Михаил Кантарджиев (шахматист)
 Тази статия е за българския шахматист.  За българския политик вижте Михаил Кантарджиев (политик).  
Михаил Кантарджиев е български шахматист.
През 1937 г. е шампион на България по шахмат. Участва на шахматната олимпиада през 1939 г., където изиграва 11 партии (8 победи, 1 равенство и 2 загуби)
През 1947 г. заедно с Александър Цветков основават списание „Шахматна мисъл“.

## Участия на шахматни олимпиади
| Година | Организатор  | Отбор    | Класиране (отборно) | Дъска    |
| 1939   | Буенос Айрес | България | 20                  | Четвърта |